# Eumeka hendeli
Eumeka hendeli är en tvåvingeart som beskrevs av Mcalpine 2001. Eumeka hendeli ingår i släktet Eumeka och familjen bredmunsflugor. Inga underarter finns listade i Catalogue of Life.